# Кованов, Павел Васильевич
Павел Васильевич Кованов (22 октября [4 ноября] 1907 — 12 октября 1986) — советский государственный и партийный деятель. Член ЦК КПСС (1966—1971), кандидат в члены ЦК КПСС (1961—1966), депутат Верховного Совета СССР 5—8 созывов.

## Биография
- 1924—1928 гг. — учитель, заведующий сельской начальной школой в Нижегородской губернии.
- 1928—1930 гг. — заведующий школой в Московской области.
- 1930—1931 гг. — председатель колхоза с. Белкино Боровского района.
- 1931—1932 гг. — преподаватель истории в школе.
- 1932—1937 гг. — директор Центральной экспериментальной педагогической лаборатории Наркомпроса РСФСР.
- 1937—1938 гг. — директор Института начальных школ Наркомпроса РСФСР.
- 1938—1941 гг. — заместитель директора по науке НИИ школ, в 1940 году экстерном закончил Московский педагогический институт.
- 1941—1942 гг. — начальник Управления начальных и средних школ Наркомпроса РСФСР.
- 1942—1944 гг. — военный корреспондент на Калининском, Северо-Кавказском и 2-м Украинском фронтах.

## Партийная карьера
- 1944—1948 гг. — инструктор, заведующий сектором, заместитель заведующего отделом Управления пропаганды и агитации ЦК ВКП(б).
- 1948—1953 гг. — заместитель заведующего сектором, заведующий сектором, заведующий подотделом радиовещания и радиофикации Отдела пропаганды и агитации ЦК ВКП(б).
- 1953—1956 гг. — заместитель заведующего, первый заместитель заведующего, заместитель заведующего Отделом пропаганды и агитации ЦК КПСС.
- 1956—1962 гг. — второй секретарь ЦК КП Грузии.
- 1962—1965 гг. — заместитель Председателя Комитета партийно-государственного контроля при ЦК КПСС и Совете министров СССР (Шелепина).
- 1965—1971 гг. — Председатель Комитета народного контроля СССР.

## На пенсии
- С 1971 года на пенсии.
- 1972—1986 гг. — научный руководитель по новым видам транспорта НИИ Министерства строительства предприятий нефтяной и газовой промышленности СССР.

Похоронен в Москве на Ваганьковском кладбище (участок № 45).

## Семья
Родился в семье рабочего. В семье было пятеро детей. Младший брат — Владимир Кованов, впоследствии хирург и анатом, академик и вице-президент АМН СССР, заслуженный деятель науки РСФСР, ректор Первого Московского государственного медицинского университета имени И. М. Сеченова.
Правнучка — российский журналист и поэтесса Екатерина Кованова (родилась 20 декабря 1989 года).

## Награды
- орден Октябрьской Революции
- орден Отечественной войны II степени
- орден Трудового Красного Знамени
- орден «Знак Почёта»